# Manoirhoeve
De Manoirhoeve is een vierkantshoeve aan Thewitstraat 10/Joseph Retrostraat 1 in Borlo in de Belgische provincie Limburg.
In 1690 was er sprake van een woning op deze plaats, maar de huidige hoeve stamt van 1777. In de loop van de 18e en begin 19e eeuw werd deze nog uitgebreid. Een kapelletje in het complex dateert van 1807. Het woonhuis is van 1777. Er is een inrijpoort met ronde boog, voorzien van een toren onder mansardedak, waarin zich een duiventil bevindt.